# Ohre (rivier)
De Ohre is een ongeveer 103 km lange zijrivier van de Elbe.
- Gemeinsame Normdatei: 4578408-5
- Virtual International Authority File: 241213271